# Vyönioja
Vyönioja is een beek, die stroomt in de Zweedse  provincie Norrbottens län. De Vyönioja is een rivier die de afwatering verzorgt van het Vyönijärvi. De beek stroomt aan de zuidoostkant van het meer uit en levert haar water uiteindelijk af aan de Juovoja. Ze is ongeveer 5 kilometer lang.